# Mille Miglia 1933

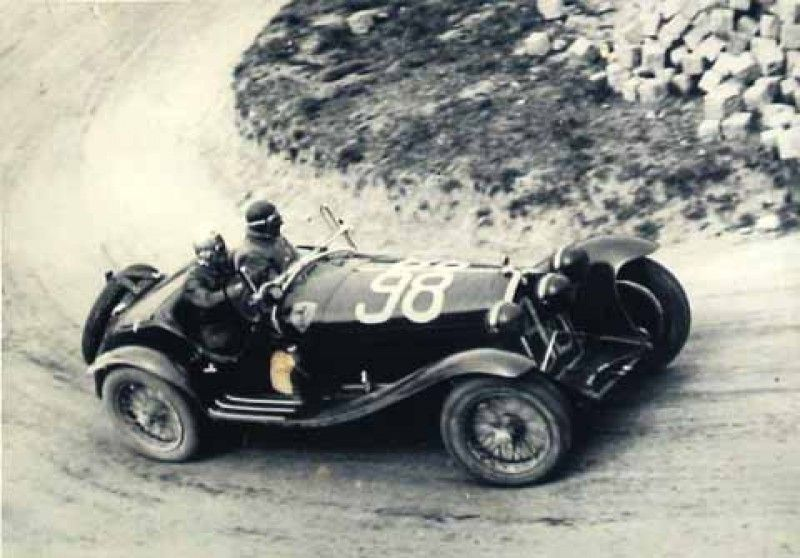
Tazio Nuvolari bei seiner Siegesfahrt

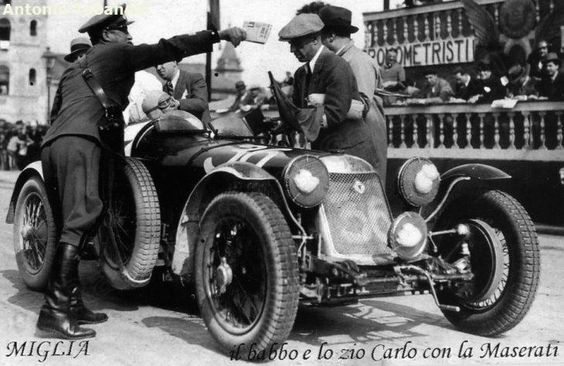
37. Rang im Gesamtklassement für den Maserati 4CTR 1100 von Domenico Tabanelli …

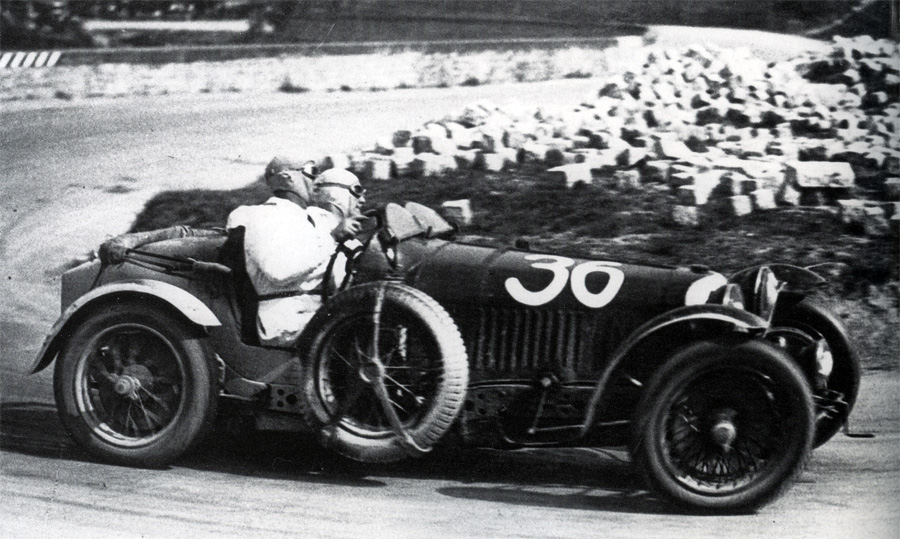
… und dessen Beifahrer Borgnino

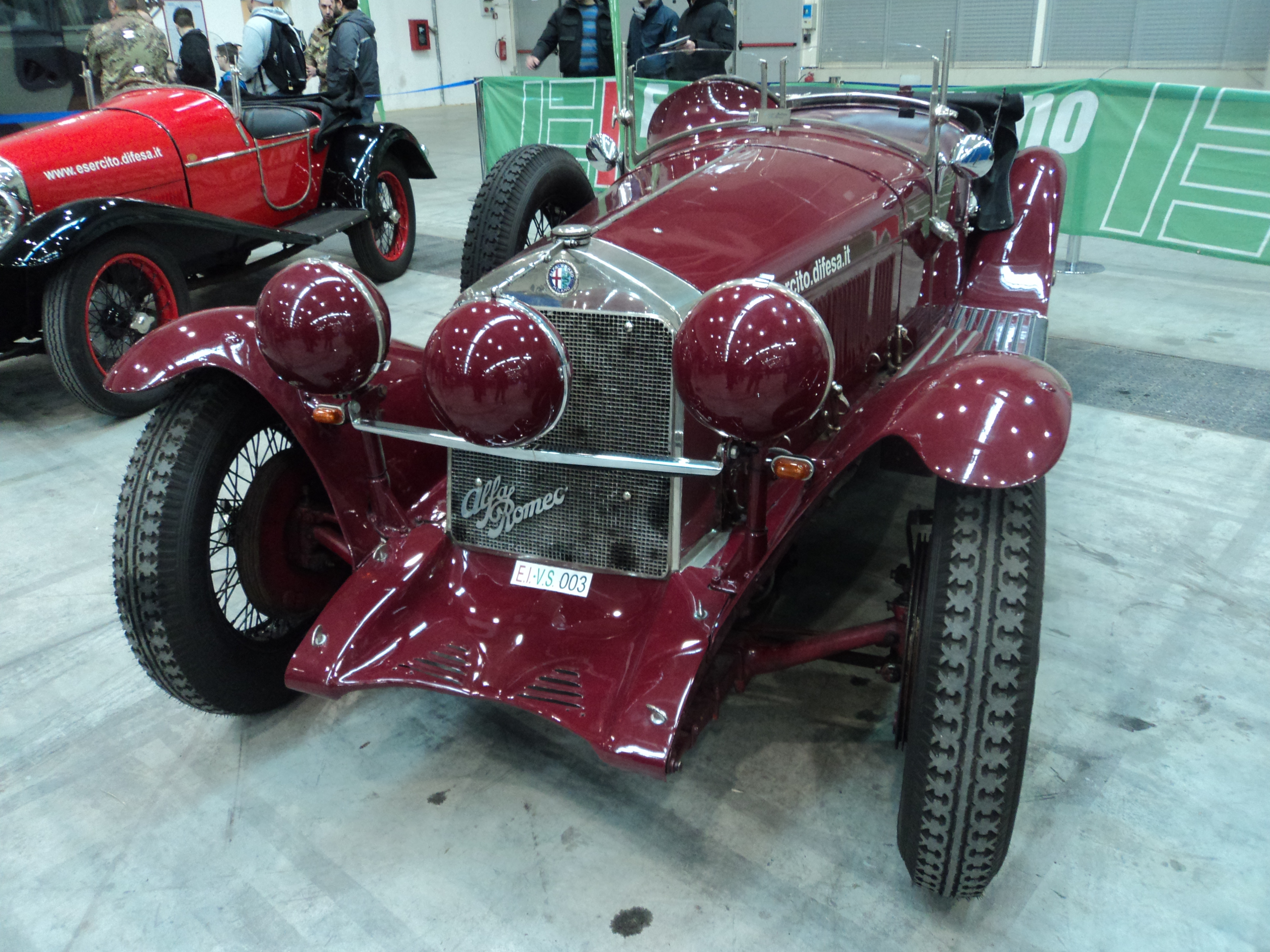
Alfa Romeo 6C 1750 GS Spider Zagato

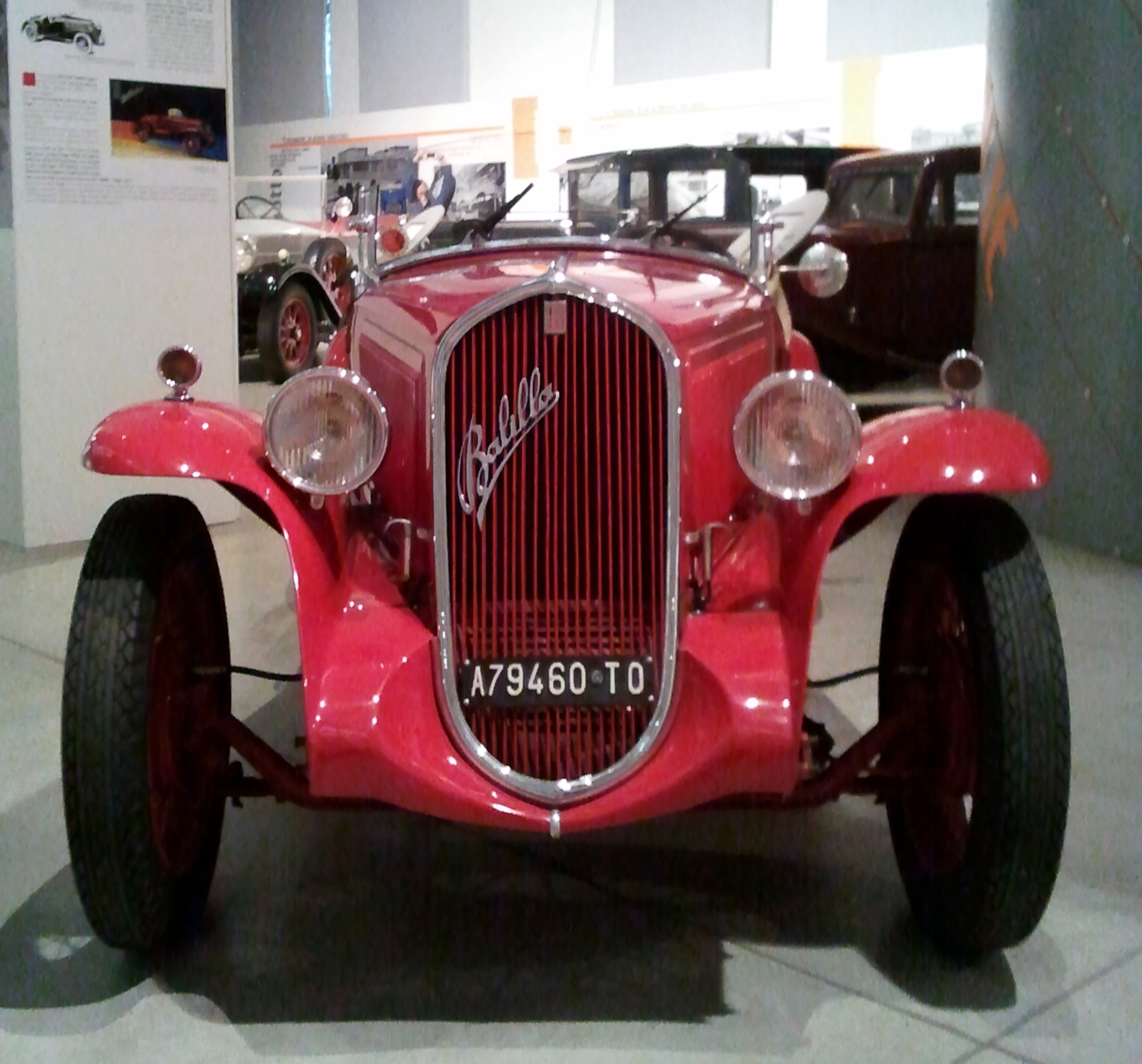
Fiat 508S Balilla Sport

Die siebte Mille Miglia fand am 8. und 9. April 1933 statt und führte über 1.650 km von Brescia nach Rom und wieder zurück nach Brescia.

## Das Rennen

### Die Route
Brescia – Cremona – Casalmaggiore – Parma – Reggio nell’Emilia – Modena – Bologna – Raticosapass – Futapass – Florenz – Siena – Radicofani – Viterbo – Monterosi – Rom – Terni – Spoleto – Perugia – Gubbio – Castelraimondo – Tolentino – Macerata – Porto Recanati – Ancona – Pesaro – Rimini – Cesena – Forlì – Bologna – Ferrara – Rovigo – Padua – Noale – Treviso – Feltre – Venedig – Verona – Brescia

### Teams, Fahrzeuge und Fahrer
Die Folgen der Weltwirtschaftskrise hatten zu Beginn der 1930er-Jahre auch vor dem Motorsport nicht haltgemacht. Die großen Automobilwerke in Deutschland, Frankreich und Italien hatten massive Absatzprobleme und drosselten die Produktion. Soweit es möglich war, wurden Sparmaßnahmen ergriffen. Auch Alfa Romeo hatte sich werksseitig mit dem Ablauf des Motorsportjahres 1932 aus dem Rennsport zurückgezogen. Dass die Marke Alfa Romeo im Sport verblieb, lag vor allem an Enzo Ferrari, der mit seiner 1929 gegründeten Scuderia die Renneinsätze der Werkswagen übernahm.
Die Scuderia meldete sechs Fahrzeuge, zwei Alfa Romeo 6C in der Klasse für Sportwagen bis 1,5 Liter Hubraum und vier Alfa Romeo 8C, die in der Klasse für Wagen über 1,5 Liter Hubraum an den Start gingen. Gefahren wurden die Rennwagen unter anderem von den ehemaligen Alfa-Romeo-Werksfahrern Tazio Nuvolari, Baconin Borzacchini, Carlo Felice Trossi, Piero Taruffi, Gianfranco Comotti, Antonio Brivio und Ippolito Berrone. Zu den Scuderia-Alfa-Romeos kam eine Vielzahl weiterer Fahrzeuge dieser Marke. Im Schlussklassement platzierten sich zehn Fahrzeuge von Alfa Romeo unter den ersten zehn; unter den ersten 20 Wagen lagen nicht weniger als 19 Alfas, unterbrochen nur vom Lancia Dilambda, mit dem Ermenegildo Strazza und Luigi Gismondi die elfte Position der Endwertung errangen. Sein Renndebüt gab der Fiat 508S Balilla Sport. Einer dieser Wagen wurde von den Brüdern Luigi und Emilio Villoresi gesteuert.
Zum ersten Mal war ein britisches Werksteam bei der Mille Miglia am Start. Nach der Machtübernahme Adolf Hitlers in Deutschland war auch das faschistische Italien in Großbritannien unter medialen Druck geraten. Der Start von MG wurde als großes Ereignis gefeiert. Als die Briten mit Fahrern, Mechanikern und Material in Brescia eintrafen, wurden sie vom italienischen König Viktor Emanuel III., Benito Mussolini und dem britischen Botschafter in Italien empfangen. Vermittelt wurde das Antreten von dem italienischen Adeligen Giovanni Lurani, der bei seinen erfolgreichen Rennen in Brooklands mit MG in Kontakt gekommen war. Eingesetzt wurden drei MG Magnette K3, die in der Rennklasse bis 1,1 Liter Hubraum an den Start gingen. Härteste Konkurrenz für die Briten waren die privat eingesetzten Maseratis. Lurani fuhr einen K3 gemeinsam mit George Eyston, der zu dieser Zeit einige Geschwindigkeitsweltrekorde hielt. Zum Team gehörten auch Earl Howe und Henry Birkin, die 1931 das 24-Stunden-Rennen von Le Mans gewonnen hatten, der ehemalige Bentley Boy Bernard Rubin, der beim 1928 in Le Mans siegreich geblieben war, und der junge Nachwuchsfahrer Hugh Caulfield Hamilton.
Lurani war es auch, der von einem spektakulären Vorfall berichtete. Beim Betanken des Alfa Romeo 8C 2300 Monza von Franco Cortese im Fahrerlager fing der Wagen Feuer und wurde zerstört. Als Cortese vor dem Rennen dort eintraf, wurde ihm mitgeteilt, dass er nicht starten könne. Er motivierte die Mechaniker jedoch zu einer wenn auch notdürftigen Reparatur des Wagens. Zum Erstaunen aller rollte der Alfa nur wenige Sekunden nach der eigentlichen Startzeit über die Startrampe und ging ins Rennen. Cortese und Teamkollege Carlo Castelbarco erreichten mit dem ramponierten Wagen den zweiten Rang in der Endwertung.

### Rennverlauf
Schon knapp nach dem Start fiel der erste Scuderia-Alfa-Romeo aus. Carlo Felice Trossi touchierte einen Randstein und prallte danach gegen eine Steinmauer. Dabei wurde Antonio Brivio aus dem Wagen geschleudert, blieb aber unverletzt. Richtung Florenz diktierte Borzacchini das Tempo und lag klar in Führung. In der Klasse bis 1,1 Liter führte Birkin, der in Florenz den Klassenrekord um 12 Minuten unterbot. Knapp vor Siena musste er nach einem Zylinderschaden aufgeben. Nachdem der Maserati von Giuseppe Tuffanelli mit Getriebeschaden ausgefallen war, fuhren die beiden verbliebenen MGs einen deutlichen Klassensieg heraus. Zu diesem Zeitpunkt hatte der deutsche Grand-Prix-Pilot Manfred von Brauchitsch das Rennen bereits aufgegeben. Der schwere Mercedes-Benz SSK hatte einen zu hohen Reifenverschleiß. Nach drei Reifenschäden in Folge gab von Brauchitsch auf.
In Rom führte Borzacchini mit drei Minuten Vorsprung auf Nuvolari, fiel aber kurz danach mit Zylinderdefekt aus. Nuvolari gewann in Brescia mit einem Vorsprung von mehr als einer halben Stunde auf Cortese und weitere zwanzig Minuten auf Teamkollegen Piero Taruffi.

### Zäsur
Das Rennen von 1933 war eine Zäsur, vor allem im italienischen Motorsport. Giuseppe Campari, der Mille-Miglia-Gesamtsieger von 1928 und 1929, verunglückte im September beim Gran Premio di Monza tödlich. Mit ihm starb dort der zweite italienische Spitzenfahrer der 1920er-Jahre Baconin Borzacchini. Campari verunglückte in Führung liegend, als sein Maserati auf einem Ölfleck ins Schleudern geriet und in die Streckenbegrenzung prallte. Der ihm folgende Borzacchini konnte dem Wrack nicht mehr ausweichen und starb nach einer heftigen Kollision wenig später im Krankenhaus. Beim dritten Wertungslauf gab es erneut einen fatalen Unfall, dem der polnische Rennfahrer Stanisław Czaykowski zum Opfer fiel.
Auch für Hugh Hamilton und Henry Birkin war die Mille 1933 eines der letzten großen Rennen. Hamilton starb beim Großen Preis der Schweiz an Herzversagen und Birkin fuhr ein letztes Rennen am 7. Mai 1933 beim Gran Premio di Tripoli. Während eines Tankstopps verbrannte er sich einen Arm am Auspuff seines Maserati schwer. Er fuhr das Rennen dennoch zu Ende und gelangte hinter Achille Varzi und Tazio Nuvolari als Dritter ins Ziel. Seine Brandwunde ließ er wohl nicht ausreichend behandeln, sodass sie sich schwer entzündete und er am 22. Juni 1933 im Countess of Carnarvon Nursing Home in London an Blutvergiftung starb. Einige Quellen halten es jedoch auch für möglich, dass ein erneuter Malaria-Anfall infolge der körperlichen Schwächung durch die Brandwunde die eigentliche Todesursache war.

## Ergebnisse

### Schlussklassement
| 1               | S/TP + 1-5 | 98 | Scuderia Ferrari | Tazio Nuvolari Decimo Compagnoni             | Alfa Romeo 8C 2300MM Spider Zagato       | 15:11:50,000 |
| 2               | S/TP + 1.5 | 91 | Scuderia Ferrari | Carlo Castelbarco Franco Cortese             | Alfa Romeo 8C 2300 Monza                 | 15:38:22,400 |
| 3               | S/TP + 1.5 | 90 | Scuderia Ferrari | Piero Taruffi Lelio Pellegrini               | Alfa Romeo 8C 2300 Spider Zagato         | 16:00:57,000 |
| 4               | S/TP + 1.5 | 80 |                  | Giovanni Battaglia Ferruccio Bianchi         | Alfa Romeo 8C 2300                       | 16:19:40,400 |
| 5               | S/TP + 1.5 | 85 |                  | Luigi Scarfiotti Guido d’Ippolito            | Alfa Romeo 8C 2300                       | 16:22:10,000 |
| 6               | S/TP + 1.5 | 77 |                  | Giovanni Battista Santinelli Umberto Berti   | Alfa Romeo 8C 2300                       | 16:25:39,000 |
| 7               | S/TP + 1.5 | 78 |                  | Hans Ruesch Hans Keßler                      | Alfa Romeo 8C 2300                       | 16:25:46,000 |
| 8               | S/TP + 1.5 | 97 |                  | Carlo Gazzabini Remo D’Alessio               | Alfa Romeo 8C 2300                       | 16:31:28,400 |
| 9               | S/TP + 1.5 | 63 | Scuderia Ferrari | Roberto Foligno Gianfranco Comotti           | Alfa Romeo 6C 1750 GS                    | 16:41:48,000 |
| 10              | S/TP + 1.5 | 73 |                  | O. Peverelli C. Dell’Orto                    | Alfa Romeo 6C 1750 GS Spider Zagato      | 16:51:55,000 |
| 11              | S/TP + 1.5 | 82 |                  | Ermenegildo Strazza Luigi Gismondi           | Lancia Dilambda                          | 16:58:20,000 |
| 12              | S/TP + 1.5 | 64 |                  | A. Casti Luigi Soffietti                     | Alfa Romeo 6C 1750 GS Spider Zagato      | 17:07:37,000 |
| 13              | S/TP + 1.5 | 76 |                  | Gennaro Auricchio Archimede Rosa             | Alfa Romeo 8C 2300                       | 17:09:03,600 |
| 14              | S/TP + 1.5 | 83 |                  | Giovanni Maria Cornaggia Medici E. Premoli   | Alfa Romeo 8C 2300 Touring               | 17:29:24,000 |
| 15              | S/TP + 1.5 | 81 |                  | A. Facchetti G. Bellingeri                   | Alfa Romeo 8C 2300                       | 17:35:27,400 |
| 16              | S 1.5      | 52 | Scuderia Ferrari | Ippolito Berrone Guglielmo Carraroli         | Alfa Romeo 6C 1500 SS Spider Zagato      | 17:38:35,000 |
| 17              | VGI        | 74 |                  | B. Donnini Sperti                            | Alfa Romeo 6C 1750 GT                    | 17:49:58,000 |
| 18              | VGI        | 48 |                  | Teofilo Rossi di Montelera Guido Cattaneo    | Alfa Romeo 6C 1750 GT Touring            | 17:50:17,000 |
| 19              | S/TP + 1.5 | 60 |                  | V. Parodi F. Campanelli                      | Alfa Romeo 6C 1750 Spider Zagato         | 17:50:40,600 |
| 20              | S/TP + 1.5 | 72 |                  | M. Bruno A. Jannantuoni                      | Alfa Romeo 6C 1750                       | 17:53:40,000 |
| 21              | S 1.1      | 39 | MG               | George Eyston Giovanni Lurani                | MG Magnette K3                           | 18:01:04,000 |
| 22              | S 1.1      | 42 | MG               | Earl Howe Hugh Caulfield Hamilton            | MG Magnette K3                           | 18:02:34,000 |
| 23              | S 1.5      | 56 |                  | G. Della Mura E. Crivellari                  | Alfa Romeo 6C 1500 Spider Zagato         | 18:05:36,600 |
| 24              | S/TP + 1.5 | 95 |                  | Clifton Penn-Hughes T. Thomas                | Mercedes-Benz SSK                        | 18:38:10,000 |
| 25              | S 1.1      | 44 |                  | Giorgio Ambrosini D. Menchetti               | Fiat Siata Balilla Berlinetta Ghia       | 18:44:30,000 |
| 26              | S 1.5      | 53 |                  | Ermanno Gurgo Salice Carlo Laredo de Mendoza | Alfa Romeo 6C 1500 SS                    | 18:49:10,000 |
| 27              | S 1.5      | 59 |                  | G. A. Alfieri B. Scesa                       | Alfa Romeo 6C 1500 SS Spider Carr. Sport | 18:53:01,000 |
| 28              | VU + 1.1   | 34 |                  | M. Marinelli G. Tragella                     | Bianchi 5S                               | 18:54:15,000 |
| 29              | VU 1.1     | 21 |                  | G. Ricci Aymo Maggi                          | Fiat 508S Balilla Sport                  | 19:01:36,000 |
| 30              | VU 1.1     | 2  |                  | Franco Spotorno B. Ghiringhelli              | Fiat 508S Balilla Sport                  | 19:07:22,000 |
| 31              | VU 1.1     | 8  |                  | Renzo Ceschina Gino Guagnellini              | Fiat 508S Balilla Sport                  | 19:17:21,000 |
| 32              | VU 1.1     | 23 |                  | John Cain Giulio Aymini                      | Fiat 508S Balilla Sport                  | 19:17:30,000 |
| 33              | VU 1.1     | 4  |                  | Luigi Villoresi Emilio Villoresi             | Fiat 508S Balilla Sport                  | 19:26:18,000 |
| 34              | VU + 1.1   | 32 |                  | L. Olimpico Calderato                        | Bianchi 5S                               | 19:35:19,200 |
| 35              | VU 1.1     | 27 |                  | T. Pacini T. Cucci                           | Fiat 508S Balilla Sport                  | 19:38:18,000 |
| 36              | VU 1.1     | 19 |                  | L. Beccaria Cattaneo                         | Fiat 508S Balilla Sport                  | 19:53:15,000 |
| 37              | S 1.1      | 36 |                  | Domenico Tabanelli C. Borgnino               | Maserati 4CTR 1100                       | 20:09:49,000 |
| 38              | S/TP + 1.5 | 71 |                  | C. Adorno A. Scarpari                        | OM                                       | 20:19:42,000 |
| 39              | VU 1.1     | 18 |                  | Francesco Apruzzi A. Bellocchi               | Fiat 508S Balilla Sport                  | 20:21:20,000 |
| 40              | S/TP + 1.5 | 70 |                  | A. Damiani G. Masserini                      | Lancia Astura                            | 20:22:20,000 |
| 41              | VGI        | 47 |                  | P. Ferrero R. Monaco                         | Fiat 522                                 | 20:25:13,000 |
| 42              | VU 1.1     | 5  |                  | U. Villa P. Colombo                          | Fiat 508S Balilla Sport                  | 20:25:55,000 |
| 43              | S 1.5      | 54 |                  | Secondo Corsi G. Barsotti                    | Maserati Tipo 26 1500                    | 20:27:07,000 |
| 44              | VU 1.1     | 15 |                  | Umberto Capello N. Soprani                   | Fiat 508S Balilla Sport                  | 20:30:05,000 |
| 45              | VU 1.1     | 16 |                  | O. Ghizzoni A. Strada                        | Fiat 508S Balilla Sport                  | 20:45:32,400 |
| 46              | VU 1.1     | 24 |                  | A. Mattoli Selmini                           | Fiat 508S Balilla Sport                  | 20:45:38,000 |
| 47              | VU + 1.1   | 33 |                  | Alb. Pellerano Aldo Stefani                  | Fiat 514MM                               | 21:25:36,800 |
| 48              | VU 1.1     | 17 |                  | Giannino Parravicini C. Gezzi                | Fiat 508S Balilla Sport                  | 21:51:51,000 |
| 49              | S/TP + 1.5 | 66 |                  | C. Brughera I. Cipelli                       | Itala Tipo 75V Spider                    | 21:55:50,000 |
| 50              | VU + 1.1   | 29 |                  | Sebastiano Manzoni A. Lamperti               | Fiat 514MM                               | 22:22:15,000 |
| 51              | VGI        | 45 |                  | P. L. Torriani Tavanti F. Amatori            | Fiat 508 Berlina                         | 23:17:02,000 |
| 52              | VU + 1.1   | 30 |                  | A. Gianelli Luigi Cavanna                    | Fiat 514MM                               | 23:37:09,000 |
| Nicht klassiert |            |    |                  |                                              |                                          |              |
| 53              | S/TP + 1.5 | 69 |                  | M. Ferraguti General A. Agostini             | Alfa Romeo 6C 1750 GS Gasogeno           |              |
| Ausgefallen     |            |    |                  |                                              |                                          |              |
| 54              | VU 1.1     | 3  |                  | Arcangelo Periccioli Milton Biagini          | Fiat 508S Balilla Sport                  |              |
| 55              | VU 1.1     | 6  |                  | U. Vernazza C. Di Vecchio                    | Fiat 508S Balilla Sport                  |              |
| 56              | VU 1.1     | 7  |                  | Sidoli Bertolotti                            | Fiat 508S Balilla Sport                  |              |
| 57              | VU 1.1     | 9  |                  | Giuseppe Gilera P. Sertori                   | Fiat 508S Balilla Sport                  |              |
| 58              | VU 1.1     | 10 |                  | G. Bellini Silvagni                          | Fiat 508S Balilla Sport                  |              |
| 59              | VU 1.1     | 11 |                  | M. Lombardi F. Lombardi                      | Fiat 508S Balilla Sport                  |              |
| 60              | VU 1.1     | 12 |                  | Mellei Palmi                                 | Fiat 508S Balilla Sport                  |              |
| 61              | VU 1.1     | 20 |                  | S. Petriccioli C. Ricceri                    | Fiat 508S Balilla Sport                  |              |
| 62              | VU 1.1     | 25 |                  | L. Brussi P. Budellazzi                      | Fiat 508S Balilla Sport                  |              |
| 63              | VGI        | 26 |                  | S. Montanari A. Mondini                      | Fiat 508 Berlina                         |              |
| 64              | VU + 1.1   | 28 |                  | O. Lufrani G. Filbi                          | Bianchi 5S                               |              |
| 65              | VU + 1.1   | 31 |                  | Angelo Bettinazzi Luigi Bettinazzi           | Fiat 514MM                               |              |
| 66              | VU + 1.1   | 35 |                  | Artiro Mercanti M. Del Luca                  | Bianchi 5S                               |              |
| 67              | VGI        | 37 |                  | L. Cagna S. Fidora                           | Fiat 508 Berlina                         |              |
| 68              | S 1.1      | 40 |                  | S. Tibida F. Porticelli                      | Fiat                                     |              |
| 69              | S 1.1      | 41 | MG               | Henry Birkin Bernard Rubin                   | MG Magnette K3                           |              |
| 70              | S 1.1      | 43 |                  | Giuseppe Tuffanelli Guerino Bertocchi        | Maserati 4CS 1100                        |              |
| 71              | VGI        | 46 |                  | G. Peragallo M. Nardi                        | Fiat 508 Berlinetta Aerodynamica         |              |
| 72              | VGI        | 49 |                  | Carlo Maria Pintacuda E. Oneto               | Lancia Astura Berlina Carr. Lotti        |              |
| 73              | VGI        | 50 |                  | Pietro Ghersi Filippo Tassara                | Ford V8 Berlina Carr. Ambrosini & Botta  |              |
| 74              | S 1.5      | 51 |                  | L. de Grolée Virville N. Bruttini            | Bugatti T37                              |              |
| 75              | S 1.5      | 55 |                  | G. Carpegna G. Marnetto                      | Maserati Tipo 26 1500                    |              |
| 76              | S 1.5      | 57 |                  | S. Fabbri E. Borges                          | Maserati Tipo 26 1500                    |              |
| 77              | S/TP + 1.5 | 62 |                  | N. Pertile Nino Greggio                      | Alfa Romeo 6C 1750                       |              |
| 78              | S/TP + 1.5 | 65 |                  | G. Ramella C. Portaleoni                     | Alfa Romeo                               |              |
| 79              | S/TP + 1.5 | 79 |                  | B. Rapieri Bertolotti                        | Alfa Romeo 8C 2300                       |              |
| 80              | S/TP + 1.5 | 86 |                  | Renato Balestrero Attilio Battilana          | Alfa Romeo 8C 2300 Monza                 |              |
| 81              | S/TP + 1.5 | 87 | Scuderia Ferrari | Carlo Felice Trossi Antonio Brivio           | Alfa Romeo 8C 2300 Spider Zagato         |              |
| 82              | S/TP + 1.5 | 89 |                  | Nando Barbieri Mario Ghersi                  | Ford V8 Berlina Carr. Ambrosini & Botta  |              |
| 83              | S/TP + 1.5 | 92 |                  | Carlo Masera Schiavio                        | Alfa Romeo 8C 2300                       |              |
| 84              | S/TP + 1.5 | 94 | Scuderia Ferrari | Baconin Borzacchini Ascanio Lucchi           | Alfa Romeo 8C 2300 Spider Zagato         |              |
| 85              | S/TP + 1.5 | 96 |                  | Manfred von Brauchitsch Willy Zimmer         | Mercedes-Benz SSKL                       |              |
| Nicht gestartet |            |    |                  |                                              |                                          |              |
| 86              | VU 1.1     | 1  |                  | A. Romoli A. Mancini                         | Fiat 508S Balilla Sport                  | 1            |
| 87              | VU 1.1     | 13 |                  | Giacomo Ragnoli                              | Fiat 508S Balilla Sport                  | 2            |
| 88              | VU 1.1     | 14 |                  | Ovidio Capelli C. Forni                      | Fiat 508S Balilla Sport                  | 3            |
| 89              | VU 1.1     | 22 |                  | A. Vertunni                                  | Fiat 508S Balilla Sport                  | 4            |
| 90              | S 1.1      | 38 |                  | G. Bettoja                                   | Fiat                                     | 5            |
| 91              | S/TP + 1.5 | 61 |                  | Silvio Rondina De Negri                      | OM                                       | 6            |
| 92              | S/TP + 1.5 | 84 |                  | C. Cazzaniga Mughetti                        | Bugatti T43                              | 7            |
| 93              | S/TP + 1.5 | 88 |                  | Bruno Fontanini G. Girelli                   | Alfa Romeo 8C 2300                       | 8            |
| 94              | S/TP + 1.5 | 93 |                  | Eugenio Siena                                | Alfa Romeo                               | 9            |
| 95              | S 1.1      |    | MG               |                                              | MG Magnette K3                           | 10           |

1nicht gestartet
2Unfall im Training
3nicht gestartet
4nicht gestartet
5nicht gestartet
6nicht gestartet
7nicht gestartet
8nicht gestartet
9nicht gestartet
9Trainingswagen

### Nur in der Meldeliste
Hier finden sich Teams, Fahrer und Fahrzeuge die ursprünglich für das Rennen gemeldet waren, aber aus den unterschiedlichsten Gründen daran nicht teilnahmen.
| Pos. | Klasse     | Nr. | Team | Fahrer                       | Chassis    |
| ---- | ---------- | --- | ---- | ---------------------------- | ---------- |
| 96   | S/TP + 1.5 | 68  |      | Paola Della Chiesa M. Penati | Alfa Romeo |
| 97   | S 1.1      | 68  |      | Luigi Fagioli                | Salmson    |

### Klassensieger
| Klasse     | Fahrer           | Fahrer              | Fahrzeug                            | Platzierung im Gesamtklassement |
| ---------- | ---------------- | ------------------- | ----------------------------------- | ------------------------------- |
| S/TP + 1.5 | Tazio Nuvolari   | Decimo Compagnoni   | Alfa Romeo 8C 2300 MM Spider Zagato | Gesamtsieg                      |
| S 1.5      | Ippolito Berrone | Guglielmo Carraroli | Alfa Romeo 6C 1500 SS Spider Zagato | Rang 16                         |
| S 1.1      | George Eyston    | Giovanni Lurani     | MG Magnette K3                      | Rang 21                         |
| VU + 1.1   | M. Marinelli     | G. Tragella         | Bianchi 5S                          | Rang 28                         |
| VU 1.1     | G. Ricci         | Aymo Maggi          | Fiat 508S Balilla Sport             | Rang 29                         |
| VGI        | B. Donnini       | Sperti              | Alfa Romeo 6C 1750 GT               | Rang 17                         |

### Renndaten
- Gemeldet: 97
- Gestartet: 85
- Gewertet: 52
- Rennklassen: 6
- Zuschauer: unbekannt
- Wetter am Renntag: unbekannt
- Streckenlänge: 1650,000 km
- Fahrzeit des Siegerteams: 15:11:50,000 Stunden
- Gesamtrunden des Siegerteams: 1
- Gesamtdistanz des Siegerteams: 1650,000 km
- Siegerschnitt: 108,540 km/h
- Pole Position: keine
- Schnellste Rennrunde: keine
- Rennserie: zählte zu keiner Rennserie